# Eugene Clapp
Eugene Howard Clapp (Brookline, 19 de noviembre de 1949) es un deportista estadounidense que compitió en remo. Es hermano edel también remero Charles Clapp.
Participó en los Juegos Olímpicos de Múnich 1972, obteniendo una medalla de plata en la prueba de ocho con timonel.

## Palmarés internacional
| Juegos Olímpicos | Juegos Olímpicos | Juegos Olímpicos | Juegos Olímpicos |
| Año              | Lugar            | Medalla          | Prueba           |
| ---------------- | ---------------- | ---------------- | ---------------- |
| 1972             | Múnich (RFA)     | Medalla de plata | Ocho con timonel |